# Конференция католических епископов Парагвая
Конференция католических епископов Парагвая (исп. Conferencia Episcopal Paraguaya, CEP) — коллегиальный орган национального церковно-административного управления Римско-Католической церкви в Парагвае. Конференция католических епископов Парагвая осуществляет определённые пастырские функции, направленные для решения литургических, дисциплинарных и иных вопросов, свойственных мексиканской католической общине и её положению в парагвайском обществе. Высшим органом Конференции католических епископов Парагвая является общее собрание мексиканских епископов и архиепископов. Решения конференции католических епископов Парагвая утверждаются Римским папой.

## История
С 1929 года парагвайские католические епископы начинали издавать совместные заявления, касающиеся политической и церковной ситуации в Парагвае. В 1955 году начались регулярные встречи иерархов страны. В 1956 году была основана постоянная структура под наименованием «Episcopado Paraguayo», которая в 1960 года была переименована в «Conferencia Episcopal Paraguaya».
С 1973 года по 1992 год Конференция католических епископов Парагвая издавала газету «Sendero», которая была в оппозиции стронистской диктатуре Альфредо Стресснера.

## Председатели
- архиепископ Асунсьона Хуан Хосе Анибал Мена Порта (1958—1970);
- епископ Сан-Хуан-Баутиста-де-лас-Мисьонеса Рамон Пастор Богарин Арганья (1970—1973);
- архиепископ Асунсьона Фелипе Сантьяго Бенитес Авалос (1973—1985);
- архиепископ Асунсьона Исмаэль Блас Ролон Сильверо (1985—1989);
- архиепископ Асуньсона Фелипе Сантьяго Бенитес Авалос (1989—1990);
- епископ Энкарнасьона Хорхе Адольфо Карлос Ливьерес Банкс (1990—1994);
- епископ Сьюдад-дель-Эсте Оскар Паэс Гарсете (1994—1999);
- епископ Энкарнасьона Хорхе Адольфо Карлос Ливьерес Банкс (1999—2002);
- епископ Каакупе Каталино Клаудио Хименес Медина (2002—2005);
- епископ Сьюдад-дель-Эсте Игнасио Гогорса Исагуирре (2005—2009);
- архиепископ Асунсьона Эустакио Пастор Кукехо Верга (2009—2011);
- епископ Каакупе Каталино Клаудио Хименес Медина (2011—2015);
- архиепископ Асунсьона Эдмундо Понсиано Валенсуэла Мельид (с 2015 года по настоящее время).